# PTRH1
PTRH1 (англ. Peptidyl-tRNA hydrolase 1 homolog) – білок, який кодується однойменним геном, розташованим у людей на 9-й хромосомі. Довжина поліпептидного ланцюга білка становить 214 амінокислот, а молекулярна маса — 22 937.
| 10         |  | 20         |  | 30         |  | 40         |  | 50         |
| ---------- |  | ---------- |  | ---------- |  | ---------- |  | ---------- |
| MRPGGFLGAG |  | QRLSRAMSRC |  | VLEPRPPGKR |  | WMVAGLGNPG |  | LPGTRHSVGM |
| AVLGQLARRL |  | GVAESWTRDR |  | HCAADLALAP |  | LGDAQLVLLR |  | PRRLMNANGR |
| SVARAAELFG |  | LTAEEVYLVH |  | DELDKPLGRL |  | ALKLGGSARG |  | HNGVRSCISC |
| LNSNAMPRLR |  | VGIGRPAHPE |  | AVQAHVLGCF |  | SPAEQELLPL |  | LLDRATDLIL |
| DHIRERSQGP |  | SLGP       |  |            |  |            |  |            |

A: Аланін

C: Цистеїн

D: Аспарагінова кислота

E: Глутамінова кислота

F: Фенілаланін

G: Гліцин

H: Гістидин

I: Ізолейцин

K: Лізин

L: Лейцин

M: Метіонін

N: Аспарагін

P: Пролін

Q: Глутамін

R: Аргінін

S: Серин

T: Треонін

V: Валін

W: Триптофан

Кодований геном білок за функцією належить до гідролаз. 